# Wesley Clark
Wesley Kanne Clark  (Chicago (Illinois), 23 december 1944) is een voormalig generaal van het Amerikaanse leger die als Opperbevelhebber de NAVO en Operation Allied Force heeft geleid. Hij genoot zijn militaire opleiding aan Westpoint studeerde op een Rhodesbeurs aan de Universiteit van Oxford.
Hij heeft een onderscheiden carrière achter de rug in het leger en op het Amerikaanse ministerie van defensie. Clark ging met pensioen als een viersterren-generaal en ontving vele Amerikaanse en internationale onderscheidingen voor zijn verdiensten.
Hij was een kandidaat voor de Democratische Partij voor de nominatie voor de presidentsverkiezingen van 2004, maar trok zich terug op 11 februari 2004.
Wesley Clark werd genoemd als mogelijke kandidaat voor de presidentsverkiezingen van 2008, maar hij heeft zich niet kandidaat gesteld. Wel steunde hij de campagne van Hillary Clinton. Mede daarom werd hij genoemd als mogelijke running mate van Clinton.

## Militaire loopbaan
- Second Lieutenant:
- First Lieutenant: juni 1966
- Captain: 1968
- Major: 1974
- Lieutenant Colonel: 1979
- Colonel: oktober 1983[1]
- Brigadier General: 1 november 1989[2][1]
- Major General: oktober 1992[3][1]
- Lieutenant General: april 1994[1][4]
- General: juni 1996[5]

## Decoraties
- Defense Distinguished Service Medal met vier Eikenloof cluster
- Army Distinguished Service Medal in 1994 en 2000
- Silver Star (onderscheiding) in 1970
- Legioen van Verdienste met drie Eikenloof clusters in 1979, 1983, 1986, 1991
- Bronze Star met één Eikenloof cluster in 1969, 1970
- Purple Heart in 1970
- Meritorious Service Medal met één Eikenloof cluster
- Army Commendation Medal met één Eikenloof cluster in 1977 en 1985
- Joint Meritorious Unit Citation in 2000
- National Defense Service Medal met een service ster
- Vietnam Service Medal met drie service sterren
- Kosovo Campaign Medal met één campagne ster
- Army Service Ribbon
- Overseas Service Ribbon met award numeral 3
- Combat Infantryman Badge
- Parachutist Badge
- Ranger Tab
- Army Staff Identification Badge
- Joint Chiefs of Staff Identification Badge
- Presidential Medal of Freedom in 2000[6]
- White House Fellowship in 1975
- Legacy of Leadership Award in 1999
- Lady Liberty Award for National Security and World Peace in 2000
- Balkan Peace Award in 2001
- Secretary of State's Open Forum Distinguished Public Service Award in 2001
- Hanno R. Ellenbogen Citizenship Award in 2011
- Commandeur in de Orde van het Britse Rijk[6]
- Commandeur in de Legioen van Eer[6]
- Ridder Grootkruis in de Orde van Oranje-Nassau met de Zwaarden[6]
- Orde van Verdienste[6]
- Grootlint in de Leopoldsorde[6]
- Grootofficier in de Militaire Orde van Italië[6]
- Grootkruis in de Orde van Verdienste van de Bondsrepubliek Duitsland[6]
- Nationale Orde van Verdienste[6]
- Grootkruis van de Medaille van Militaire Verdienste[6]
- Commandeur met Ster in de Orde van Verdienste van de Republiek Polen[7]
- Orde van de Hongaarse Republiek[6]
- Bulgaarse Madarski Konnik Medaille[6]
- Herdenkings-medaille van de Minister van Defensie van Slowakije, 1e klasse[6]
- Grootkruis in de Orde van het Litouwse Groothertog Gediminas[6]
- Grootkruis in de Orde van het Adelaarskruis[6]
- Grootlint in de Orde van Sharifian Alawaidis[6]
- Order of May of Military Merit[6]
- Meritorious Service Decoration[6]
- Kruis van Verdienste van de Minister van Defensie van Tsjechië, 1e klasse[6]
- Commandeur in de Orde van Vesthardes Rex Grand[6]
- Groot Militair Service Kruis[6]
- Zilveren Orde van de Vrijheid van de Republiek Slovenië[8]
- Orde van Skanderbeg[6]
- Orde van Hertog Trpimir met Lint en Ster[6]
- Kruis voor Dapperheid
- Vietnam Civil Actions Unit Citation
- Vietnam Campagne Medaille